# David Batra

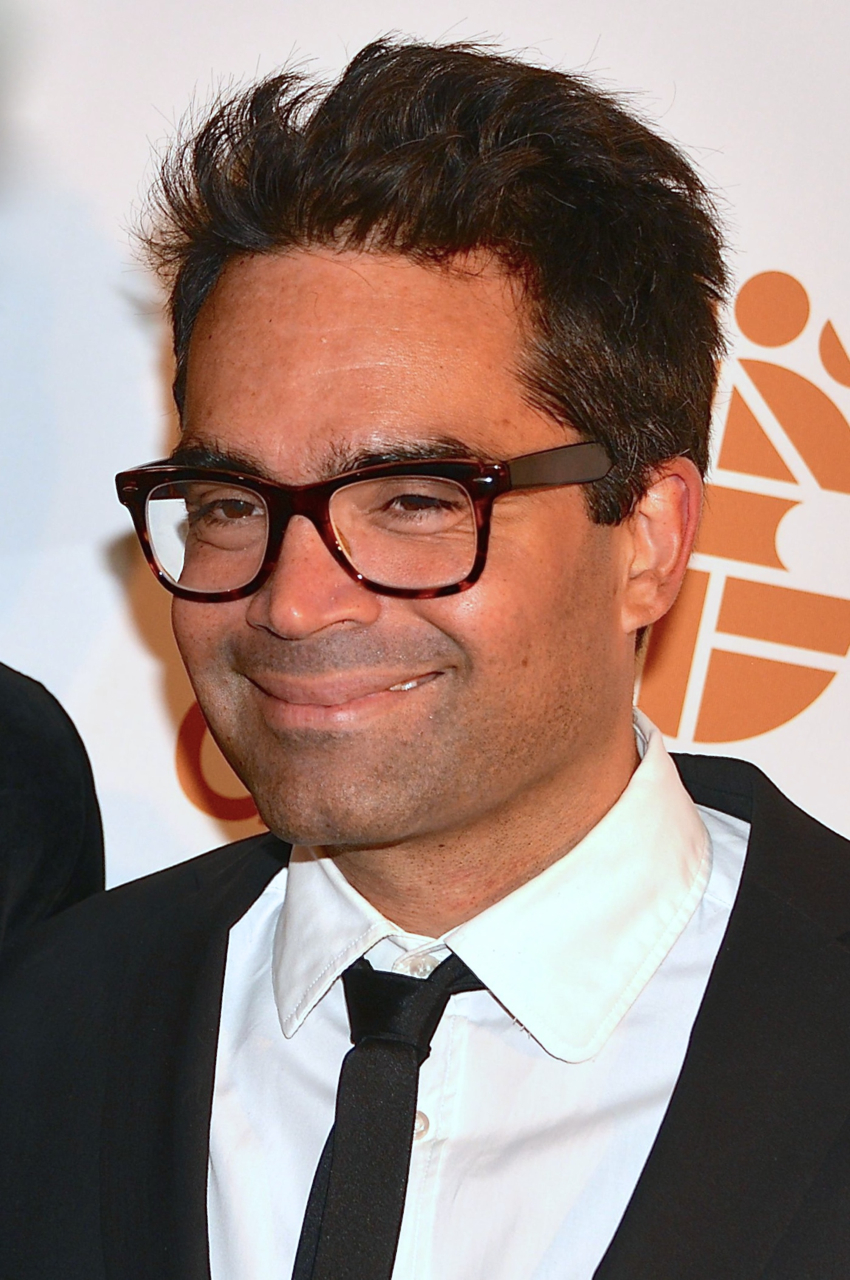
David Batra während des Guldbagge 2013

David Chandra Batra (* 29. November 1972 in Lund) ist ein schwedischer Stand-up-Comedian und Fernsehschauspieler.

## Leben
David Batra wurde 1972 als Sohn einer Schwedin und eines Vaters indischer Herkunft geboren. Er besuchte die Schule Spyken und studierte anschließend an der Universität Lund sowie an der Slippery Rock University in Pennsylvanien. Er hat einen Master im Marketing.
Batra begann 1994 als Stand-up-Comedian aufzutreten. Als solcher wirkte er an verschiedenen Comedyformaten der öffentlich-rechtlichen Fernsehgesellschaft Sveriges Television mit. Es folgten Auftritte in Dänemark, Finnland, Norwegen, Spanien und den Vereinigten Staaten. Er hat auch als Drehbuchautor gearbeitet.
Am 25. August 2009 veröffentlichte er eine Musik-CD mit „irritierenden Geräuschen für Leute, die ihre Nachbarn stören wollen“. Die CD enthält unter anderem Schnarch-, Rülps- und Sexgeräusche.
2012 ersetzte Batra den norwegischen Komiker Calle Hellevang-Larsen als Sidekick in der norwegischen Talkshow I kveld med Ylvis.
Batra ist der Autor mehrerer Comedy-Bücher sowie eines Kochbuches.
Batra ist mit der Politikerin Anna Kinberg Batra, der ehemaligen Parteivorsitzenden der Moderata samlingspartiet, verheiratet.